# Бела Паланка
Бела Паланка је градско насеље у Србији и седиште истоимене општине у Пиротском управном округу. Према попису из 2022. било је 7.140 становника. Налази се у Белопаланачкој котлини, на југоистоку Србије.

## Историја

### Антички период
У античком периоду на простору данашње Беле Паланке налазио се значајни град Ремезијана. Основана око 280. године пре нове ере, Ремезијана је добила име или по келтском племену по имену Реми (чије присуство у овој области није потврђено), или трачком личном имену Remesis или Romesis. У разним итинерарима се Ремезијана под неколико имена наводи као mansio (путна станица): Антонинов итинерар (друга половина 3. века) станица Remisiana налазила се на 25. римској миљи од Наиса; у Јерусалимском итинерару (333) помиње се станица Romansiana на 28. римској миљи од Наиса. На Појтингеровој табли (после 330) се место Romasiana налазило на 24 римске миље од Наиса.
О најранијој историји насеља готово ништа није познато. Могуће је да се Ремезијана помиње у Виминацијском латеркулуму (2 век), који садржи списак ветерана Легије VII Клаудија, регрутованих 169, а отпуштених 195. године. Код тридесет ветерана те легије као место завичаја стоји скраћеница R, која највероватније представља управо Ремезијану. Ремезијана се временом развила у аутономни град (municipium), добивши тај статус за време владавине цара Трајана (98—117). Поставши тако слободан град и Трајанска колонија, што се може потврдити почасним царским натписима који су нађени, а који углавном припадају царевима Септимију Северу (224—235) и Филипу Арабљанину (244—249).
Утврђени део Ремезијане био је велик оквирно скоро колико целокупна данашња Бела Паланка. Зидови су ишли од Железничког насипа до падина Великог и Малог Курила, те од гимназије Никета Ремезијански до стадиона ФК Рајко Митић. Римски град имао је облик стандардног каструма трапезоидног облика (северни зид 220m, источни зид 273m, јужни зид 214m, западни зид 200 m). Град је имао и мостове на отоци Врело (источна страна), реци Нишави (северна страна) и Коритничкој реци (јужна страна). Главне капије су се налазиле на пресеку сачуваних зидова и данашњих главних улица. Језгра зидова и капија прављена су од ломљеног камена и креча (opus incertum), а спољашњи сегменти покривани су редовима већих правилних блокова пешчара (opus quadrtum). Линијом данашњег главног друма и пијаце назиру се два главна пута у римско време (cardo maximus и decumanus maximus). На њиховом раскршћу пронађен је комплекс зграда, од којих главна има облик базилике. На западној страни базилике истражена је дубока апсида са контрафорима на спољашњој страни. Паралелно са базиликом, ка северу, пружају се три реда стубаца од опеке. Јужно од базилике запажено је неколико мањих просторија правилног облика, које чине целину са јужним бедемом. Овде су нађени и керамички тубули за загревање, као и фрагменти фреско-малтера. Пронађена су и два капитела, један од белог мермера и украшен једноструком спиралом и листоликим орнаментима, а други од пешчара и са равностраним грчким крстом у бочном медаљону.
Околина Ремезијане (civitas) простирала се на знатно већем простору. До сада су пронађене три римске некрополе. Дуж северног пута према Тимоку, пронађена је пространа некропола, чијих су неколико гробница и истражене. Једна од тих, полуобличасто засвођених гробница, садржала је више предмета: Ветранионов златник, новчиће Херкулија и Констанција II, камеје у златном оквиру, гривне, прстење и сл. У јужном делу насеља налазила се друга некропола, са слободно укопаним покојницима и ретким конструкцијама од изломљених опека и с кровом на две воде. Трећа некропола је налик на другу, с тим што се налази на југоисточном излазу из града. Све три некрополе настале су у периоду касне антике (4—6. век).
Ремезијана је највероватније била и седиште царског култа. Упркос оскудном епиграфском материјалу, о њему говоре четири епиграфска споменика из 202. године, које је подигао тадашњи намесник провинције Q. Ancius Faustus Септимију Северу, Каракали и Јулији Домни. Ови споменици највероватније су направљени поводом дочека царева, који су пролазили путем Via Egnatia. С обзиром на чињеницу да су споменици постављани и у градовима кроз које цареви нису ни прошли, није сигурно да су дотични прошли кроз Ремезијану. У науци постоји и мишљење да су споменици прављени поводом сабора горњомезијских градова, а који се одржао управо у Ремезијани.
Подручје Ремезијане је било од изузетног значаја за централну власт, пре свега због обилних рудних богатстава. Ремезијана је била центар једног од шест области рударског комплекса Metalli Dardanici. Ова област, будући фискални царски домен, морао је имати војну посаду која је обезбеђивала поштовање поретка међу локалним, углавном трачким, становништвом. Ради обезбеђивања сигурне експлоатације, царска власт је следила политику планске колонизације и романизације, о чему сведочи ономастички материјал (позноантички кастели Dalmates и Ferrares).
Од четвртог века Ремезијана је и хришћански центар читаве области. Била је седиште угледног епископа Никете (366—414). Према поеми Никетиног пријатеља, Паулинуса из Ноле, који је славио његов повратак, Никета је био хришћански мисионар међу трачким Бесима. И у петом веку област Ремезијане је била центар мисионарских активности, пошто је становништво тешко и споро примало хришћанство. Познато је име још једног ремезијанског епископа. У питању је Диогенијанус, који је учествовао на монофизитском сабору у Ефесу 449. године. Римски град су пустошили Хуни 441. и 447. године, да би га коначно уништили Бугари 540. године.
У периоду владавине византијског цара Јустинијана I, између 530. и 552. године, у горњем и средњем Понишављу подигнуто је 30 кастела ради заштите од варварских напада. Централно утврђење, које се налазило на простору данашњег Малог Курила, штитило је византијску варош по имену Румизијана, на месту некадашње Ремизијане. Овај град је доживео успон захваљујући околним рудницима гвожђа. Остаци рударства пронађени су у руднику Kastel Ferraria из Јустинијановог времена, у атару села Космовца. Румизијана је запустела до 7. века, највероватније при најезди Словена.

### Средњи век
По пропасти Ремизијане улога средишта Белопаланачке и Коритничке котлине припала је селу Мокро (данашња Мокра).
По паду Бугарског царства 1018. године, белопаланачка котлина је постала делом византијске области (теме) Бугарске, назване по палом царству. Иако је овај дукат расформиран најкасније до краја 11. века, назив Бугарска је опстао. У црквеном смислу, белопаланачка котлина је припадала Нишкој епархији Охридске архиепископије. Како су се охридски архиепископи титулисали као архиепископи све Бугарске, вероватно је назив Бугарска за пределе који укључују белопаланачку котлину опстао и током 12. века. Тако и извори настали током 11. и 12. века помињу крајеве који укључују белопаланачку котлину као Бугарску. Дакле, овај појам не треба схватити у етничком значењу.
На развалинама Ремезијане и Румизијане направљен је град Извор, које се први пут помиње тек у 11. веку, иако је сигурно да је постојао пре. Дотични помен учинио је путописац Петра Амијенског, једног од вођа Првог крсташког рата, 1096. године. Пошто се становништво по свој прилици разбежало пред крсташком војском, крсташи нису нашли никаквих животних намирница у месецу јулу, па су били приморани да једу сирово класје. Као и већина српских средњовековних градова, Извор је имао свој град (утврђење на узвишењу) и подграђе (низинску насеобину). Изворски град налазио се на врху Великог Курила, а подграђе код Врела.
Могуће је да је 1183. белопаланачка котлина је припала српском великом жупану Стефану Немањи. Уколико је тада заиста припала српској држави, котлина је свакако враћена под византијску власт после битке на Морави 1190. године. Под византијском влашћу је нишавска област морала остати бар до 1198. године, када је, под нејасним околностима прешла у руке Вукана Немањића најкасније 1202. године. У том тренутку Вукан је био српски велики жупан, пошто је уз угарску помоћ протерао брата Стефана. Његова власт је, ипак, окончана већ 1203. године, када је ову област освојио бугарски цар Калојан. Могуће је да је у нередима после смрти цара Калојана (1207) српски велики жупан поново заузео белопаланачку котлину. Вероватно је после битке код Клокотнице (1230) године Бугарско царство повратило власт над нишавским пределима, с обзиром на то да се 1279. године у Јеванђељу насталом у Сврљигу помиње нишевски епископ Никодим. Вероватно је да се ова област поново нашла под влашћу српских владара после победе краља Стефана Уроша III над бугарском војском код Велбужда (1330).
Између 1379. и 1381. године царица Евдокија Драгаш, са сином, господином Константином, даровала је Хиландару своју баштинску Богородичину цркву у месту Архиљевица, као и деветнаест села, међу којима и Извор.
У походу османског султана Мурата I, који је кулминирао сусретом османске и српске војске код Плочника (1386), готово сигурно је белопаланачка котлина прешла под власт Османског царства. Ова област је, по свој прилици, прешла под власт српског господара, деспота Стефана, пре 1403. године. Брат деспота Стефана, господин Вук, успео је да уз османску помоћ натера брата да прихвати поделу државе 1409. године. Према реченој подели, господин Вук је држао јужне крајеве српске државе, укључујући вероватно и нишавску област. Ту је владао као вазал османског султана. Но, господин Вук је убијен у расплету који је наступио после битке код Космидиона (1410), те се нишавска област поново нашла под влашћу деспота Стефана.
По смрти деспота Стефана Лазаревића 1427. године, османска војска је напала и освојила јужне крајеве српске државе. У тим догађајима је настрадао и Извор, који као разрушену варош помиње у свом путопису Бертрандон де ла Брокијер.

### Период османске власти

#### Административна припадност
Простор на ком се налази данашња Бела Паланка се током целукупног османског периода налазио у Софијском санџаку. Како је после рата између Хабзбуршке монархије и Османског царства 1737-1739. дошло до значајних измена у административном погледу, Паланка се нашла у простору којим је административно управљао софијски санџакбег, а војно београдски мухафиз (погрешно познат као београдски паша). Београдски мухафиз је временом почео преузимати и неке друге управне надлежности, попут извесних судских случајева. По паду Београда (1833), дужности београдског мухафиза преузео је њему пређе потчињени нишки мухафиз.
Од османског освајања, простор Беле Паланке је у црквеном смислу потчињен Софијској митрополији Васељенске патријаршије. Почетком 18. века је из Софијске митрополије издвојена Нишавска епархија Горње Мезије, са центром у Пироту. Ова епархија је такође била потчињена Васељенској патријаршији. Године 1870, под руским притиском, створена је Бугарска егзархија. Ова аутономна црква, која је окупљала све преостале словенске области Османског царства, ступила је у стање раскола 1872. године, због нерешених канонских питања.

#### Историја насеља од почетка 15. до краја 18. века

##### Османски Извор
На месту разореног Извора османске власти основале су друмско село и путну станицу са конаком. Ново насеље се под исквареним именом помиње у османским изворима (Бунарбаши, Сухазор, Изор) све до 1565. године. Према дефтеру из прве или друге деценије 16. века, варош Извор је имала 23 домаћинства, 6 неожењених и 2 удовице. Приход од села је износио 3351 акчу. Током 16. века приметан је пораст становништва: следећи дефтер наводи 29 домаћинстава, 40-их година има 35, a 70-их 38. Пред крај века, међутим, број домаћинстава опао је на 25. Приходи од сеоских пореза били су у сталном опадању: на крају века износили су 1500 акчи. Вероватно је да је посреди било исељавање у Ново Село, које је у међувремену постало нови центар Белопаланачке котлине.

##### Мехмед-пашина и Муса-пашина паланка
Почетком 17. века извесни Мехмед-паша, вероватно нишки заповедник, направио је на месту некадашњег Извора привремено утврђење, које су неки путописци називали Мехмед-пашином Паланком.
Ради боље заштите пута Османлије су 1638/9. године овде саградиле паланку са ханом, која је по градитељу понела име Муса-пашина Паланка. Коџа Муса-паша, родом из села Викоч, био је валија Египта и Будима, истанбулски кајмакам и адмирал флоте. Погинуо је командујући морнарицом у бици код Негропонта (1647). Поред Беле Паланке, основао је и Нову Касабу у Босни, те више задужбина у Будиму и Београду.

Према традицији, Муса-паша је срушио 12 цркава у околини, и материјал добијен њиховим рушењем искористио за зидање паланке. Такође, путописци помињу да се користио и материјал ремезијанских зидина за утврђење. О оснивању Муса-пашине Паланке османски писац Ускудари је записао:
Причају да је покојни Муса-паша био заједно с харемом у време када је кренуо ка Будимском ејалету, којим је био милостиво обдарен [1638. године]. Током пута стигао је у поменуту паланку, која је у то време била саграђена од земље и танког прућа, а њен хан био у рушевном стању. Хајдуци-разбојници извршили су ноћни препад, покрали ствари и пртљаг и побили доста људи. Милошћу Преузвишеног Творца, они су, усред те збрке, похватани и кажњени, а он [Муса-паша] се зарекао и заклео да ће на поменутом месту подићи чврсту паланку и хан да буду задужбина и да служе за одмор путника. Пошто је срећно стигао у будимску тврђаву, одредио је једног поверљивог човека високог ранга, и послао га да брине о изградњи хана и паланке, који је требало да буду од камена, и наложио једном мајстору сликања да ослика паланачки хан. Наредио је да се садашња паланка и хан изграде од његовог сопственог новца.
Према Евлији Челебији, беглербег Муса-паша је изградњу Паланке посветио султану Мурату IV, поводом његовог освајања Багдада (1638):
Чак је и на гвозденој капији која је окренута према југу на једном четвороугаоном позлаћеном мрамору написан џели-писмом следећи натпис:
Када исламска војска са царем света Багдад освоји,
Тад узвишени султан Мурад овако прозбори:
Датум освојења Багдада је "моја војна"
1048 (=1638)
Дубровачки извори ово место зову једноставно Паланка или Пашина Паланка. О месту су бројне податке дали Хаџи-Калфа, британски путописац Питер Манди и анонимни извештавалац барона Де Корманена, с тим што је први погрешно убицира код Куру-Чесме, а последњи је назива Мехмед-пашином Паланком. Према Хаџи-Калфи, Муса-пашина Паланка је била 200 аршина дугачка, 120 аршина широка, а њени зидови су били дебели 3 аршина, док су били високи 14, заједно са темељима. Паланка је имала 18 кула, сваку по 20 аршина високу и широку, с тим што је кула на улазу била за метар виша од осталих. Према Ускударијевом прорачуну, изградња Муса-пашине Паланке коштала је 26.000 гроша. По свој прилици је становништво Новог Села пресељено у Муса-пашину Паланку око средине 17. века, чиме је створен први српски крај Паланке, Варош Мала.
У Великом бечком рату (1683—1699) је Муса-пашина Паланка тешко страдала. Аустријска војска је приликом освајања Муса-пашине Паланке разрушила зидине и неколико главних зграда у насељу (октобар 1689). Генерал Ветерани је снабдео град јаком аустријском посадом. У османском контранападу аустријски гарнизон Пирота се предао 10. августа 1690. године. Катана Мустафа-бег, вођа похода, упутио се путем који се описује као горовит и рђав ка Паланци. Због тешкоће пута, оџак тобџија је стигао до Паланке тек између 11. и 12. августа, са великим бројем бивола који су страдали од исцрпљености. Ту су затекли Паланку пусту, пошто се посада разбежала чувши од пиротске колико је бројна османска војска. Аустријска посада је на кола натоварила сав провијант и оружје (изузев топова), и запутила се у Нишку тврђаву. Катана Мустафа-бег је сустигао и убио 16 аустријских војника. Њихове су главе пободене на коље испред бедема Паланке, где су дочекале главнину османских снага. Ту се османска војска задржала два дана, наставивши поход. У утврђењу је остављена посада на челу са Салахур Муса-пашом Арапином. Том приликом су зидине разрушене у потпуности. Народ се за то време налазио у збеговима. Османске извиднице због непроходности нису могле допрети до збегова, а извиднице су налетале или на стражаре села или хајдуке. Негде западно од Беле Паланке хајдуци су извршили препад османске чете, које су опљачкале кола с намирницама, те побегли у околину Пирота. Због тога су истог дана из османског логора послате албанске чете од по 500 људи, с наредбом да побију све хајдуке и рају изузев жена и деце млађе од 7 година. Образложење ове заповести било је да је проклета раја која се тамо сместила ставила на главу капе немачких неверника и, опасавши мачеве, учинила више неваљалства од ратних непријатеља. Албанске чете су нашле прву групу хајдука тек 10 дана касније, нашавши османског провијанта у изобиљу, а највише кафе.
Нишки заповедник Мустафа-паша је старе зидине почетком 18. века заменио палисадним. Те зидине су опстале до средине 19. века, а по Мустафа-паши ће се и насеље временом прозвати Мустафа-пашина Паланка. Први пут се насеље као Ак Паланка (тур. ak - бело) помиње у ратним мемоарима генерала Секендорфа. Од овог периода до 1877. у употреби су били називи Муса-пашина Паланка, Мустафа-пашина Паланка и Ак Паланка. У Аустријско-турском рату из 1716-1718. Паланка је опет преживела разарања.

#### Историја насеља у 19. веку

##### Развој
Процес чифтлучења је започео већ у другој половини 17. века. Чифтлуци су постали општа појава у Понишављу током 18. века, док је највећи интензитет доживело после 1839. године. Веће чифтлук-сахибије живеле су на својим имањима, у својим двоспратним беговским кулама, док су они са мањим имањима живели у граду. Највећи мулк у белопаланачком атару имао је Исмаил-бег, чија кула се налазила у области Општинско. Од ненасељених чифтлука највећи је имао поткивач Алија Алиловић познат по надимку Головрша. Појава чифтлучења довела је до повећане експлоатације све зависнијег сељаштва. Погоршање положаја пратиле су буне, попут Пиротске буне из 1836. године. Прокламација Хатишерифа од Ђулхане (1839), која је требало да поправи економско стање зависног становништва, довело је заправо до још веће експлоатације, пошто су спахије смањење прихода надоместиле повећањем преосталих и увођењем нових. Економске односе није поправила ни неуспела Нишка буна из 1841. године.
Средином 1806. године, по дозволи Карађорђа Петровића, браћа Мита и Маринко Пиротски, Ранча Пироћанац и Вељко Петровић су напали и опустошили Паланку. Убрзо су се повукли, ради одбране шанца Делиграда.
У османској салнами из 1873/4. године стоји да Бела Паланка има земљу погодну за гајење свих култура, укључујући и пиринач и памук.

##### Становништво и махале
Због економског развоја Паланка је привукла косовски род Тољинаца, који се доселио 1760. године, образујући први српски друм у граду, данашњу Тољинску Малу. Тољинци су били први српски трговци у граду. Око 1800. године доселила су се и два шопска рода - Ћисибрадинци и Дадаживинци - и један сврљишки род (Џоњинци). Ови родови су се доселили југоисточно од насеља, на Чукару и Головршину. За њима се доселило становништво села Кременице, бежећи пред черкеским насиљима. Ове области су постале главни центри српског становништва у области града. Око 1824. године досељеници са Чукара и Головршине доселили су се улево од Коритничке реке, заснивајући Врбак Малу. Око 1835. тадашњих 40 српских домаћинстава саградило је стару цркву уз раније настало гробље. Око 1860. године испред Паланке, на тимочком друму, настанили су се трговци Нака Тврдо-Пешић и Јованча Живић, а за њима и род Милини. То су биле прве куће у будућој Станичењској Мали. У новосаграђеној згради 1862. отворена је и прва српска школа, у Тољинској Мали. Око 1870. године род Златановићи-Студенци се доселио из нишког села Горње Студене, купивши од бега Већата воденици на отоци Врела. Тиме је заснована Студенска Мала.
У првој половини 19. века главна муслиманска насеобина налазила се у тврђави - Калеу. У то се насеље могло ући само током дана, пошто су се капије затварале ноћу. Муслиманско насеље садржало је тад око 60 кућа, малу џамију са минаретом и две текије. Једна од најбољих кућа, кућа Ферат-бега, имала је и хамам. Неке муслиманске куће имале су и мале занатске радионице. Према Милану Ђ. Милићевићу, 1877. године било је око 200 Турака у граду.
Седамдесетих година 19. века муслимани су држали 60 дућана. Дућане су у значајнијем броју држали и Цинцари. Од заната у то време били су присутни гостионичарски, коларски, ковачки, поткивачки, терзијски, платнарски, ћурчијски, кујунџијски, мутавџијски, грнчарски, казанџијски, бојаџијски, кондурџијски, папуџијски, сарачки, берберски и мумџијски занат. Занати којима су се бавили само муслимани били су: кујунџијски, берберски, сарачки, папуџијски, кондурџијски и поткивачки. Ковачи су били искључиво Цигани. Паланка је била најпознатија по кујунџијском, платнарском и терзијском занатству.
Према српско-османској граници успостављеној 1834. године османска власт је подигла низ караула. У Паланци се помиње, између осталог, и циганска караула по имену Дербен. Због пренасељења Паланке, османска војска је била приморана да подигне и помоћно утврђење, ради обуке. Тако је 1867. године саграђена Табија, кулучењем српског становништва. Поменуто утврђење налазило се на истакнутој тачки неколико стотина метара западно од града. У кружном утврђењу пречника 35 метара обучавало се око 250 османских регрута годишње. У Табији се, такође, налазио и паланачки затвор.
Од старих гробаља, у Белој Паланци постојали су Турско и Циганско гробље. Циганско гробље налазило се у будућој Пијац Мали.

### У саставу Кнежевине и Краљевине Србије

#### Административна припадност
Простор Пиротског мутесарифлука војска Кнежевине Србије ослободила је током децембра 1877. Простор мутесарифлука је привремено постављен под администрацију тзв. Пиротске управе, чија је административна област била подељена на осам срезова, од којих је један био Ак-паланачки. Османски административни поредак формално је укинут 15. јануара 1878, када је влада Кнежевине Србије донела Привремени закон о уређењу ослобођених предела. Тада је на простору бившег мутесарифлука успостављено седам управа, међу којима се налазила и Белопаланачка управа. Реорганизација управе новоосвојених крајева извршена је 14. маја 1878, када је Бела Паланка ушла у састав Нишког округа, као средиште Белопаланачког среза.
Иако је нишавски митрополит Евстатије задржао звање митрополита (једнако звању београдског митрополита), Нишавска митрополија је потчињена Београдској конзисторији, чиме је Нишавска митрополија постала делом православне цркве у Кнежевини Србији. Средином 1878. нишавски митрополит, као бугарски националиста, одлучио је да напусти Кнежевину Србију, па је простор Нишавске митрополије присаједињен Нишкој епархији Београдске митрополије.

#### Развој насеља
По ослобођењу од османске власти, локално становништво је почело рушити османско утврђење. Године 1882. Милан Ђ. Милићевић је нашао целу јужну страну утврђења урушену. Три године касније, Владан Ђорђевић је затекао цео кремелирани зид, истог стила као смедеревски кремелирани зид, разрушен поред друма. Емил де Лавелеј је 1888. године затекао разрушено утврђење, изузев главне капије у арапском стилу. Материјал добијен рушењем османског утврђења послужио је за градњу многих јавних и приватних зграда. Један део материјала искоришћен је за обнову Дивљанског манастира.
Дана 6. фебруара 1879. Бела Паланка постала је седиште Белопаланачког округа. Те године је донет и оквирни план за развој насеља. У жељи да развије насеље око главног друма, председник општине Алекса Јањић је настојао да сеоске дошљаке насели на простору некадашњег Турског гробља. Због сујеверја се тај крај почео насељавати тек 1880. године, чиме је заснована Нова Мала. Убрзо је и на месту где се одигравала трговина у граду заснована Пијац Мала. Добивши поштанску и телеграфску станицу, тржиште, основну мушку и женску школу.
Краљевским решењем од 5. септембра 1885. године насеље је добило статус варошице. Међутим, и поред новог статуса, Бела Паланка није доживела знатнију трансформацију.
На простору некадашње тврђаве су изграђене нова основна школа, те црква (грађена у периоду 1910-1914). Између 1882. и 1910. године Бела Паланка је добила шест нових мала: Малу преко Рампе (1885), Гробљанску Малу (1890), Доњу Малу (1891), Малу под Кале (1900), Булски Брод Малу (1908) и Малу Градине (1910). До 1918. године у Белој Паланци изграђене су 353 зграде, тј. 42.3% броја зграда из 1950.
Привредом Беле Паланке до 1912. доминирало је занатство. И у слободној Србији платнарски и терзијски занат остали су највећи адути Беле Паланке. Осам белопаланачких платнара продавали су своју робу у Нишу, Власотинцу, Сврљигу, Лужници и Коритници. Око 1880. године у Белој Паланци било је 20 терзијских радњи. Уз старе занате сеоски досељеници покренули су и црепњарски и опанчарски занат. У овом периоду јавили су се и столарски, фарбарско-молерски и лимарски занат. Досељеници који су се бавили занатима махом су радили бесправно, тј. без мајсторског права, протоколисане фирме и пријављеног пореза. Тако је бесправни мајстор Нака Петровић зидао школе, јавне и приватне зграде. Конкуренција фабричке робе, која је постепено гасила старе занате, доводила је до оштре конкуренције и сукоба између занатлија и трговаца. Занатлије су захтевале да продају производе сами, без посредовања трговаца. Посебно тешку борбу водили су воскари и сапунџије. Тако је Окружно начелство пресудило 1899. године да трговци и терзије могу продавати само страни сапун.
Главни новчани завод, градска штедионица, основана је 1892. године. Штедионица је правила годишњи промет од око 2.000.000 тадашњих динара.
Бела Паланка није имала панађур нити стални пазарни дан. Вашар о Преображењу (19. август) установљен је 1890. године.

### Међуратни период
Главна фаза територијалног развитка Беле Паланке била је у периоду између 1919. и 1930. године. Од важних установа у том периоду Бела Паланка је добила болницу и хидро-термо електрану (1926) . После катастрофалне поплаве од 20. маја 1939, у којој су страдали Гробљанска Мала, Врбак Мала, те део Варош Мале (однето 18, а оштећено 100 кућа у вредности од тадашњих 2 милиона динара), у року од једне године је плански изграђен део града познат као Стара Колонија заузимањем тадашњег председника општине, Рајка Живковића Црње. Стара Колонија је изграђена на државном земљишту тадашњег Среског расадника.
Занати који одговарају захтевима друмског саобраћаја, те земљорадника и сточара, опстали су у међуратном периоду. У истом периоду неки су занати преображени (кондурџијски у обућарски, терзијски у кројачки), а неки су и изумрли (сапунџијски, кожарски, мутавџијски, абаџијски, платнарски). Занатство је у целини почело опадати 1930-их. После Првог светског рата, велики број пољопривредних производа се извозио у Солун (масло, овце, козе) и Александрију (качкаваљ). Од 1925. Бела Паланка је извозила знатне количине фурнирске ораховине у Италију, Аустрију, Немачку, Чехословачку и Мађарску.
Пијачни дан (петком) установљен је тек 1922. године.

## Демографија
У насељу Бела Паланка живи 6785 пунолетних становника, а просечна старост становништва износи 39,0 година (37,7 код мушкараца и 40,3 код жена). У насељу има 3037 домаћинстава, а просечан број чланова по домаћинству је 2,84.
Ово насеље је углавном насељено Србима (према попису из 2011. године), а у последња три пописа, примећен је пораст у броју становника.
|             | \| Демографија[56] \| Демографија[56] \| Демографија[56] \| \| Година \| Становника \| Становника \| \| --------------- \| --------------- \| --------------- \| \| 1948. \| 2.823 \| \| \| 1953. \| 3.168 \| \| \| 1961. \| 4.300 \| \| \| 1971. \| 5.772 \| \| \| 1981. \| 7.502 \| \| \| 1991. \| 8.347 \| 8.302 \| \| 2002. \| 8.626 \| 8.691 \| \| 2011. \| 8.143 \| \| \| 2022. \| 7.140 \| \| |            |
| Демографија | |            |
| Година      | Становника | Становника |
| 1948.       | 2.823 |            |
| 1953.       | 3.168 |            |
| 1961.       | 4.300 |            |
| 1971.       | 5.772 |            |
| 1981.       | 7.502 |            |
| 1991.       | 8.347 | 8.302      |
| 2002.       | 8.626 | 8.691      |
| 2011.       | 8.143 |            |
| 2022.       | 7.140 |            |

| Етнички састав према попису из 2002.‍ | Етнички састав према попису из 2002.‍ | Етнички састав према попису из 2002.‍ | Етнички састав према попису из 2002.‍ | Етнички састав према попису из 2002.‍ |
| ------------------------------------ | ------------------------------------ | ------------------------------------ | ------------------------------------ | ------------------------------------ |
|                                      |                                      |                                      |                                      |                                      |
| Срби                                 | Срби                                 |                                      | 7.491                                | 86,84%                               |
| Роми                                 | Роми                                 |                                      | 1.018                                | 11,80%                               |
| Македонци                            | Македонци                            |                                      | 9                                    | 0,10%                                |
| Југословени                          | Југословени                          |                                      | 7                                    | 0,08%                                |
| Горанци                              | Горанци                              |                                      | 6                                    | 0,06%                                |
| Црногорци                            | Црногорци                            |                                      | 4                                    | 0,04%                                |
| Хрвати                               | Хрвати                               |                                      | 4                                    | 0,04%                                |
| Бугари                               | Бугари                               |                                      | 4                                    | 0,04%                                |
| Мађари                               | Мађари                               |                                      | 2                                    | 0,02%                                |
| Словенци                             | Словенци                             |                                      | 1                                    | 0,01%                                |
| Бошњаци                              | Бошњаци                              |                                      | 1                                    | 0,01%                                |
| непознато                            | непознато                            |                                      | 35                                   | 0,40%                                |

| \| \| м \| \| \| ж \| \| ? \| 8 \| \| \| 12 \| \| 80+ \| 53 \| \| \| 101 \| \| 75—79 \| 96 \| \| \| 170 \| \| 70—74 \| 145 \| \| \| 205 \| \| 65—69 \| 232 \| \| \| 227 \| \| 60—64 \| 226 \| \| \| 222 \| \| 55—59 \| 227 \| \| \| 209 \| \| 50—54 \| 354 \| \| \| 315 \| \| 45—49 \| 408 \| \| \| 380 \| \| 40—44 \| 344 \| \| \| 330 \| \| 35—39 \| 307 \| \| \| 300 \| \| 30—34 \| 265 \| \| \| 272 \| \| 25—29 \| 279 \| \| \| 248 \| \| 20—24 \| 335 \| \| \| 275 \| \| 15—19 \| 316 \| \| \| 306 \| \| 10—14 \| 328 \| \| \| 261 \| \| 5—9 \| 264 \| \| \| 215 \| \| 0—4 \| 199 \| \| \| 192 \| \| Просек : \| 37,7 \| \| \| 40,3 \| |      |  |  |      |
| |      |  |  |      |
| | м    |  |  | ж    |
| ? | 8    |  |  | 12   |
| 80+ | 53   |  |  | 101  |
| 75—79 | 96   |  |  | 170  |
| 70—74 | 145  |  |  | 205  |
| 65—69 | 232  |  |  | 227  |
| 60—64 | 226  |  |  | 222  |
| 55—59 | 227  |  |  | 209  |
| 50—54 | 354  |  |  | 315  |
| 45—49 | 408  |  |  | 380  |
| 40—44 | 344  |  |  | 330  |
| 35—39 | 307  |  |  | 300  |
| 30—34 | 265  |  |  | 272  |
| 25—29 | 279  |  |  | 248  |
| 20—24 | 335  |  |  | 275  |
| 15—19 | 316  |  |  | 306  |
| 10—14 | 328  |  |  | 261  |
| 5—9 | 264  |  |  | 215  |
| 0—4 | 199  |  |  | 192  |
| Просек : | 37,7 |  |  | 40,3 |

| Година пописа     | 1948. | 1953. | 1961. | 1971. | 1981. | 1991. | 2002. |
| ----------------- | ----- | ----- | ----- | ----- | ----- | ----- | ----- |
| Број домаћинстава | 752   | 840   | 1.210 | 1.709 | 2.352 | 2.719 | 3.037 |

| Број чланова      | 1   | 2   | 3   | 4   | 5   | 6  | 7  | 8 | 9 | 10 и више | Просек |
| ----------------- | --- | --- | --- | --- | --- | -- | -- | - | - | --------- | ------ |
| Број домаћинстава | 507 | 850 | 639 | 813 | 146 | 63 | 13 | 3 | 3 | 0         | 2,84   |

| Пол    | Укупно | Неожењен/Неудата | Ожењен/Удата | Удовац/Удовица | Разведен/Разведена | Непознато |
| ------ | ------ | ---------------- | ------------ | -------------- | ------------------ | --------- |
| Мушки  | 3.595  | 1.030            | 2.341        | 157            | 49                 | 18        |
| Женски | 3.572  | 612              | 2.357        | 494            | 87                 | 22        |
| УКУПНО | 7.167  | 1.642            | 4.698        | 651            | 136                | 40        |

| Пол    | Укупно                    | Пољопривреда, лов и шумарство | Рибарство                            | Вађење руде и камена | Прерађивачка индустрија       |
| ------ | ------------------------- | ----------------------------- | ------------------------------------ | -------------------- | ----------------------------- |
| Мушки  | 1.812                     | 105                           | 0                                    | 9                    | 738                           |
| Женски | 1.244                     | 37                            | 0                                    | 0                    | 623                           |
| Укупно | 3.056                     | 142                           | 0                                    | 9                    | 1.361                         |
|        |                           |                               |                                      |                      |                               |
| Пол    | Производња и снабдевање   | Грађевинарство                | Трговина                             | Хотели и ресторани   | Саобраћај, складиштење и везе |
| Мушки  | 59                        | 161                           | 122                                  | 46                   | 109                           |
| Женски | 12                        | 25                            | 132                                  | 29                   | 13                            |
| Укупно | 71                        | 186                           | 254                                  | 75                   | 122                           |
|        |                           |                               |                                      |                      |                               |
| Пол    | Финансијско посредовање   | Некретнине                    | Државна управа и одбрана             | Образовање           | Здравствени и социјални рад   |
| Мушки  | 25                        | 20                            | 156                                  | 55                   | 50                            |
| Женски | 12                        | 10                            | 48                                   | 95                   | 152                           |
| Укупно | 37                        | 30                            | 204                                  | 150                  | 202                           |
|        |                           |                               |                                      |                      |                               |
| Пол    | Остале услужне активности | Приватна домаћинства          | Екстериторијалне организације и тела | Непознато            | Непознато                     |
| Мушки  | 53                        | 0                             | 1                                    | 103                  | 103                           |
| Женски | 19                        | 0                             | 0                                    | 37                   | 37                            |
| Укупно | 72                        | 0                             | 1                                    | 140                  | 140                           |

## Дани банице
У Белој Паланци се од 2005. године одржава гастро-туристичка манифестација Дани банице. Чине је такмичарски и ревијални део у припремању домаћих пита (Баница (јело))и традиционалних специјалитета. Сваке године је све више учесника и посетиоца. Задњих година је велики број гостију из Бугарске. Циљ манифестације је да се сачувају обичаји, култура и традиција белопаланачког краја.

## Галерија
- Део Беле Паланке
- Ремизијана
- Поглед са брда
- Врело
- Споменик Септимију Северу
- Улаз из правца Ниша
- Воденица
- Дани банице
- Врело јула 2021. године
- Коритничка река